# Heckler & Koch G36
L'Heckler & Koch G36 è un fucile d'assalto tedesco calibro 5,56 × 45 mm NATO, progettato negli anni novanta dalla Heckler & Koch GmbH ed entrato in servizio nel 1997 come sostituto del vecchio fucile da battaglia G3. È un'arma a fuoco selettivo alimentata tramite caricatori da 30 o 100 (Beta C-Mag) colpi.

## Storia

### Sviluppo
I lavori per lo sviluppo di un rimpiazzo per l'ormai vecchio fucile da battaglia H&K G3 cominciarono nella Germania Ovest degli anni Settanta. Gli sforzi confluirono nell'innovativo fucile G11 in calibro 4,73 mm Caseless. L'arma sembrava in procinto di entrare in servizio quando i lavori per lo sviluppo di un'arma in calibro 5,56 mm NATO portarono la H&K ad abbandonare i lavori sul G11.
La prima arma portata a compimento fu il fucile G41 in 5,56 mm. Tuttavia l'arma venne rifiutata dal Bundeswehr e così cominciarono i lavori su una nuova arma, nome in codice Project 50 o HK50. Il prototipo venne sottoposto a prove contro l'austriaco Steyr AUG, competizione dalla quale l'arma tedesca uscì vittoriosa.

### Produzione
Il nuovo HK50 fu accettato e venne effettuato il primo ordine per 33.000 esemplari, cui si aggiunsero 17.000 esemplari non strettamente necessari ma benvenuti in caso di possibilità, assumendo la denominazione G36. Le prime consegne al Bundeswehr ebbero luogo nell'ultimo trimestre del 1997.
Nel luglio 1998 il G36 venne adottato anche dalle Forze Armate spagnole in rimpiazzo dei CETME L e LC. Le consegne per la Spagna arrivarono alla fine del 1999. L'arma è prodotta su licenza in Spagna dalla General Dynamics Santa Barbara Sistemas, in Galizia.
Anche l'Arabia Saudita ha ricevuto la licenza per l'arma, che viene prodotta dalla Military Industries Corporation.

## Dettagli
Il G36 è un fucile d'assalto a fuoco selettivo calibro 5,56 × 45 mm NATO, azionato tramite otturatore rotante in posizione chiusa. Il design è fortemente modulare pur mantenendo la linea dei fucili d'assalto convenzionali. Le parti comuni a tutte le varianti di G36 sono il castello, il calcio, la parte meccanica che comprende otturatore, porta-otturatore e guide per i componenti, il maniglione di trasporto (rimovibile) con mirino integrato, la canna, il paramano frontale (che può essere più lungo o più corto a seconda dei modelli) e il gruppo grilletto con l'impugnatura a pistola.
Il G36 impiega una canna flottante, ovvero una canna che non presenta punti di contatto con l'impugnatura anteriore dell'arma. La canna è fissata al castello tramite una ghiera rimovibile tramite chiave. La produzione della canna è a freddo e presenta una cromatura con rigatura a sei linee destrorsa con passo di 1:7 pollici. Il blocco della canna comprende il sistema di reindirizzamento del gas, un “collare” con attacco per baionetta (che in caso può essere usato anche per il lancio di granate da fucile) e un soppressore di fiamma.
L'arma può essere interamente smontata e riassemblata senza l'uso di strumenti specifici, come per molti altri progetti della H&K. L'arma si smonta in quattro parti per la pulizia: castello, meccanismo di ritorno, porta-otturatore (con otturatore) e gruppo di scatto.

### Caratteristiche

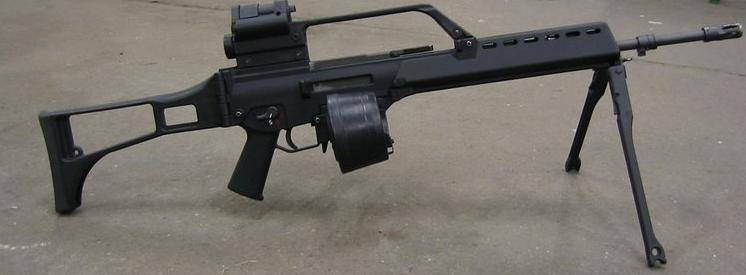
Fucile G36 standard con bipiede e caricatore a tamburo Beta C-Mag.

#### Selettore di fuoco
Comandi di fuoco e selettore sono ambidestri, posizionati su entrambi i lati del castello; il selettore presenta tre lettere: S (Sicher, sicura), E (Einzelfeuer, colpo singolo) e F (Feurstoß, fuoco automatico). La sicura disabilita il grilletto quando inserita. La H&K offre anche come possibilità un selettore definito Marine, che presenta le stesse opzioni dell'originale ma illustrate piuttosto che scritte.

#### Caricatore
Il G36 è alimentato da un caricatore proprietario da 30 colpi, molto simile a quello del SIG 550. I caricatori sono ricavati da un polimero ultraresistente traslucido e possono essere accoppiati tramite guide scavate sulla superficie di ognuno (possono essere agganciati, in via teorica, fino a 5 caricatori). L'arma non è compatibile con i caricatori STANAG da 5,56 mm. Esiste tuttavia uno speciale adattatore che permette l'utilizzo di tali caricatori. Esistono anche, prodotti dalla Beta Company, specifici caricatori Beta C-Mag da 100 colpi, usati prevalentemente nella variante MG36

#### Calcio
La variante MG 36 è equipaggiata con un calcio semi-cavo e bipiede pieghevole che trova alloggio in speciali aperture nell'impugnatura anteriore. L'arma può essere azionata a calcio piegato. La parte inferiore del calcio presenta dei fori in cui è possibile raccogliere le viti dell'arma in fase di pulizia.

#### Materiali
Il G36 fa un uso intenso di materiali ultraleggeri sintetici resistenti alla corrosione; castello, calcio, gruppo grilletto (inclusi il selettore e le parti del meccanismo di fuoco), alloggiamento del caricatore, paramano e maniglione di trasporto sono tutti realizzati in fibra di carbonio rinforzata da poliamido. Le altre parti sono realizzate in acciaio.

### Organi di mira
La versione standard in dotazione all'esercito tedesco è equipaggiata con due diverse mire ottiche abbinate ZF 3×4 che combinano una magnificazione 3× (con il reticolo settato per bersagli a 200 m e tacche per l'abbassamento del proiettile che spaziano dai 400 agli 800 m) e un mirino reflex montato sopra a quello telescopico. Il reflex è alimentato dalla luce durante i giorni e usa batterie durante la notte o in condizioni di scarsa luce ambientale. Il passaggio è automatico, ma è possibile comunque attivare la modalità a batterie in caso di bassa visibilità diurna.
La variante per esportazione è invece dotata unicamente di mirino 1,5× con reticolo fisso a 300 m. Tutti i fucili sono adattati per utilizzare il visore notturno di terza generazione Hensold NSA-80, che si aggancia al maniglione dell'arma subito di fronte al mirino ottico in modo da avere una combinazione dei due strumenti. Il maniglione possiede anche delle mire metalliche scavate, ma possono essere utilizzate solo previo smontaggio del mirino reflex.

### Funzionamento

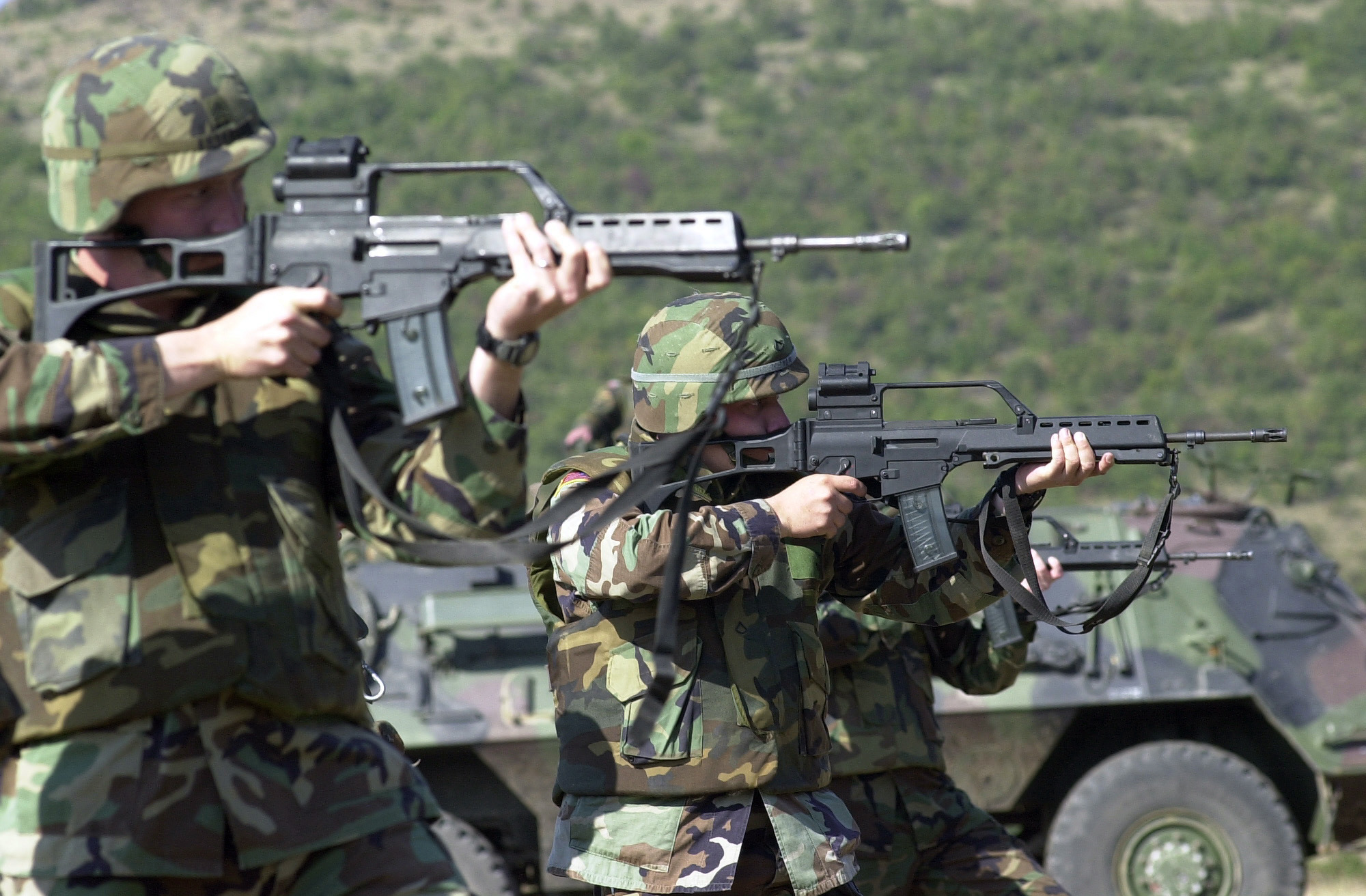
Soldato Americano si addestra con un G36S in Kosovo.

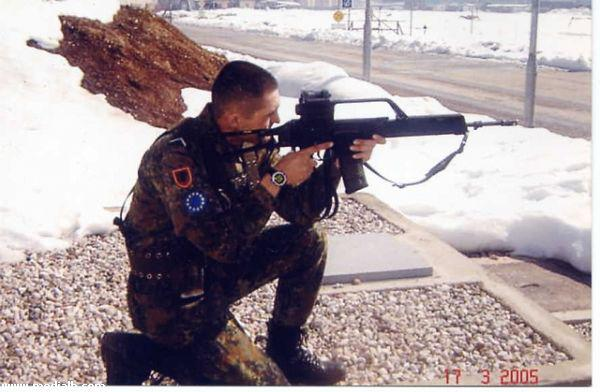
Soldato Albanese dotato di G36.

Il G36 è un'arma operata a gas, che sfrutta la spinta dei gas di combustione della polvere per il riarmo, tramite un foro ricavato sulla canna che reindirizza i gas verso il porta otturatore; il tutto in posizione di otturatore chiuso. L'arma sfrutta un pistone ad auto-regolazione, pertanto non è presente alcuna valvola per i gas.
L'arma presenta la funzione hold open, l'otturatore rimane aperto quando l'ultimo bossolo viene espulso. Il pulsante di rilascio per l'otturatore è situato sulla parte anteriore del gruppo grilletto. La leva di armamento pieghevole (protetta da brevetto US #5821445, registrato da Manfred Guthring) è posizionata sul lato superiore del castello subito sotto la slitta (o il maniglione, a seconda del modello), e può essere azionata da entrambi i lati dell'arma grazie all'estremità flessibile. Quando bloccata in posizione perpendicolare all'asse dell'arma, la leva serve da forward assist o sblocco in caso di malfunzionamenti.
I bossoli vengono espulsi tramite una porta aperta sul lato destro del castello. Un deflettore serve ad evitare che i bossoli espulsi colpiscano i tiratori mancini. Non è presente alcuna copertura per l'otturatore, dato che il porta otturatore chiude completamente la finestra d'espulsione quando avanzato.

### Accessori
Il fucile può essere equipaggiato con il modulo lanciagranate sottocanna AG36. L'equipaggiamento di riserva incluso con l'arma consiste di caricatori di riserva, kit di pulizia e manutenzione, cinghia, sistema di caricamento rapido e baionetta stile AK-47.

### Surriscaldamento
Nell'aprile del 2012, i rapporti indicarono che i G36 usati in Afghanistan tendevano a surriscaldarsi in caso di fuoco prolungato (comunque diverse centinaia di colpi). La precisione dell'arma calava talmente tanto da rendere impossibile colpire bersagli oltre i 100 m, e addirittura da rendere inefficace l'arma oltre i 200 e inutilizzabile oltre i 300 m. Per questo l'arma venne dichiarata inadatta per scontri prolungati. La stessa H&K dichiarò come l'arma non fosse stata progettata per supportare fuoco sostenuto. I soldati tedeschi (non impegnati in operazioni belliche) non hanno infatti riportato malfunzionamenti. È stato comunque consigliato agli operatori di lasciar raffreddare l'arma tra le raffiche.

## Varianti

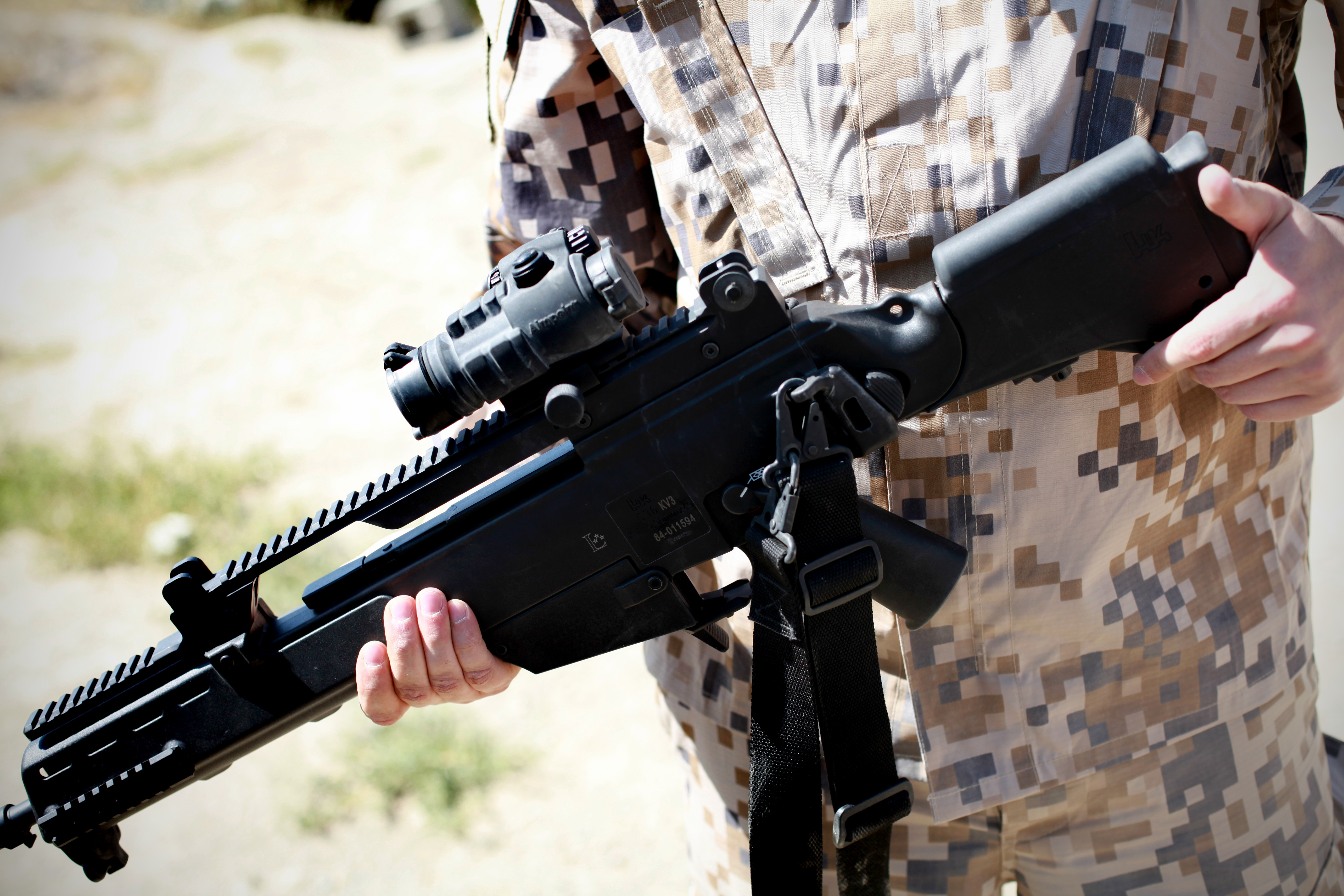
Un G36KV in dotazione all’esercito lituano, dotato di calcio telescopico e slitta Picatinny rialzata superiore.

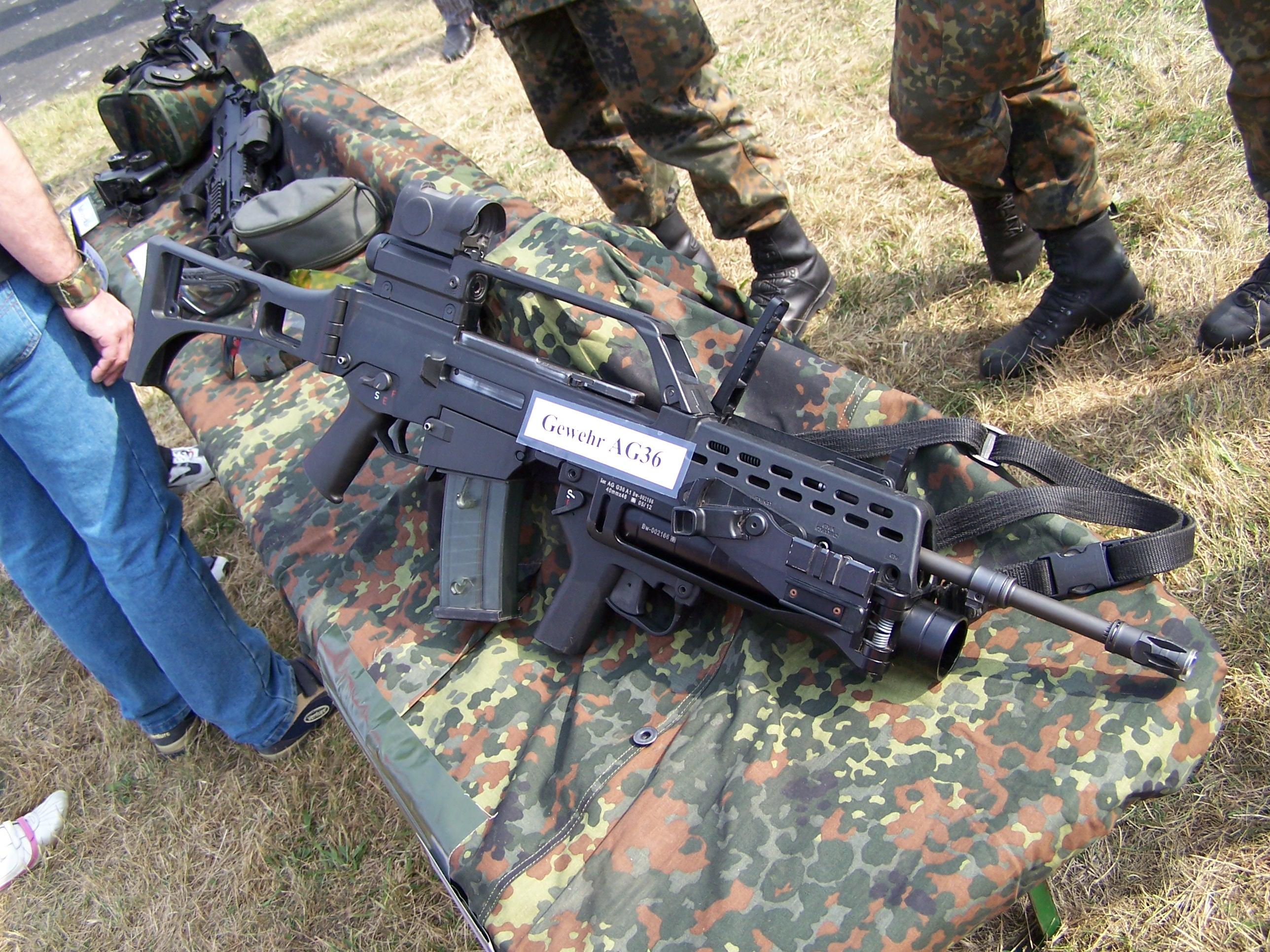
G36A2 con mirino reflex Zeiss RSA e lanciagranate AG36.

- G36V (Variant, variante). Conosciuto prima come G36E (Export, esportazione), e la versione per i mercati stranieri. Presenta tutte le caratteristiche dell'arma standard, con l'eccezione delle mire metalliche e dell'attacco per la baionetta. È dotato di mirino 1,5× o 3× non integrato. La versione era prevista inizialmente per Lituania e Spagna.
- MG36 (Maschinengewehr, mitragliatrice). Versione mitragliatrice leggera del G36 equipaggiato con canna pesante per assicurare un minore riscaldamento e una minore deformazione della canna[3]. Le due varianti MG36 e MG36E non sono più in produzione presso la H&K.
- G36K (kurz, corto). Variante carabina con canna accorciata (dotata di soppressore di fiamma aperto) e impugnatura anteriore ridotta, con slitta inferiore per l'uso di accessori. Il frontale accorciato impedisce il montaggio di lanciagranate indipendenti e baionette: è possibile montare solo il lanciagranate dedicato AG36. Le armi in dotazione alle Forze Speciali tedesche sono fornite con caricatori C-Mag da 100 colpi. Le due varianti disponibili si distinguono per la presenza di un mirino 3× integrato (primo modello) o una slitta Picatinny con mire metalliche.
- G36KV (prima G36KE). Variante da esportazione della versione carabina: essenzialmente un G36K con mire in stile G36V.
- G36C (compact, compatto; spesso confuso con Commando, nomenclatura tipica delle armi della serie CAR-15 della Colt). È uno sviluppo ulteriore del G36K. Presenta una canna accorciata rispetto alla versione K, oltre ad un diverso soppressore di fiamma. L'accorciamento ulteriore dell'arma ha imposto la necessità di spostare il blocco dei gas più vicino alla volata, con conseguente riduzione della lunghezza del pistone. L'impugnatura anteriore è stata accorciata e il maniglione con mirino sostituito con uno con la slitta Picatinny. Il mirino integrato è quindi sostituito da una combinazione di mire metalliche.
- G36A2. Designazione allocata per una variante migliorata del G36 in uso all'Esercito tedesco[15]. L'arma monta un calcio più corto, specificamente progettato per l'uso con le protezioni, paramano anteriore in alluminio con quattro punti di attacco per accessori[16].

### Modelli sportivi
La Heckler & Koch, basandosi sul progetto del G36, ha creato il fucile semiautomatico SL8 e il fucile bolt-action R8, disponibili entrambi per il mercato civile. Tuttavia, l'SL8 differisce per svariati aspetti dal G36: il castello è diverso e il calcio e l'impugnatura sono ricavati da un pezzo unico. La canna dell'arma è più lunga (508 mm) e non presenta né spegnifiamma né attacchi per la baionetta. L'arma presenta inoltre una slitta Picatinny superiore per il montaggio di accessori (la slitta può essere sostituita dal maniglione G36 compatibile con l'arma) e mire metalliche. Il peso dell'arma si aggira attorno ai 4 kg, con una lunghezza totale di 1030 mm.
Nel novembre 2013, la Heckler & Koch ha fatto richiesta per un permesso di vendita per una nuova variante civile del G36, denominata HK243 in Europa e HK293 negli Stati Uniti, destinata al mercato civile europeo e americano. La differenza principale consiste nella modifica dell'otturatore per impedire qualunque conversione dell'arma a fuoco automatico. Presenta slitte Picatinny e viene alimentata tramite caricatori STANAG. Gli accessori includono quattro diverse canne (da 226 a 477 mm) e quattro calci differenti (corto fisso, lungo fisso, abbattibile e telescopico).

## Utilizzatori
| Paese           | Corpo | Modelli               | Quantitativi | Data      | Note          |
| --------------- | --- | --------------------- | ------------ | --------- | ------------- |
| Australia       | Polizia Federale Australiana Gruppo intervento speciale                                                                               | G36C                  | _            | _         | [ 18 ]        |
| Belgio          | Polizia di Anversa | _                     | _            | _         | [ 19 ]        |
| Brasile         | Polizia Federale Brasiliana | G36K G36C             | _            | _         | [ 20 ]        |
| Canada          | Dipartimento di Polizia di Victoria                                                                                                   | G36                   | ~100         | 2004      |               |
| Croazia         | Unità Speciali (Polizia Croata) | _                     | 300          | 2004      | [ 21 ] [ 22 ] |
| Croazia         | Forze Armate Croate (solo quelle impegnate in operazioni internazionali)                                                              | _                     | 550          | 2007      | [ 21 ] [ 22 ] |
| Repubblica Ceca | Polizia della Repubblica Ceca (URNA – Unità intervento rapido SPJ – Unità speciale antisommossa, PMJ – Unità d'emergenza motorizzata) | G36C G36K             | _            | _         | [ 23 ]        |
| Danimarca       | Politiets Aktionsstyrke | G36C                  | _            | _         | [ 24 ] [ 25 ] |
| Egitto          | Esercito Egiziano | _                     | 608+         | 2003      | [ 26 ]        |
| Finlandia       | Guardia di Frontiera Finlandese | G36C                  | _            | _         | [ 27 ]        |
| Finlandia       | Polizia Finlandese | G36C                  | _            | _         | [ 27 ]        |
| Germania        | Bundeswehr | G36A1 G36A2 G36K G36C | 180.000+     | _         | [ 29 ]        |
| Germania        | Polizia Federale Tedesca (Bundespolizei)                                                                                              | _                     | _            | _         | [ 30 ]        |
| Georgia         | Polizia Georgiana | G36K G36C G36E G36A   | _            | _         | [ 31 ]        |
| Hong Kong       | Forze di Polizia di Hong Kong | G36KV                 | _            | 2001      | [ 32 ]        |
| Islanda         | Polizia Islandese (Víkingasveitin) | _                     | _            | _         | [ 33 ]        |
| Indonesia       | Unità Kopassus (Esercito Indonesiano)                                                                                                 | G36C                  | _            | _         | [ 34 ]        |
| Indonesia       | Unità Kopaska (Marina Indonesiana) | G36C                  | _            | _         | [ 34 ]        |
| Italia          | NOCS (Polizia Italiana), 9º Reggimento d'assalto paracadutisti "Col Moschin" esercito italiano                                        | G36C                  | _            | _         | [ 35 ]        |
| Giordania       | Forze Speciali Giordane (Antiterrorismo)                                                                                              | G36C                  | _            | _         | [ 36 ] [ 37 ] |
| Corea del Sud   | Guardia Costiera Sudcoreana SSAT | G36C                  | _            | 2007      | [ 38 ]        |
| Kosovo          | Forze di Sicurezza del Kosovo | G36V                  | 1.275        | 2010      | [ 39 ] [ 40 ] |
| Lettonia        | Esercito Lettone | G36KV                 | _            | 2006      | [ 41 ] [ 42 ] |
| Libano          | Forze Armate Libanesi Forza di Sicurezza Interna                                                                                      | G36C3                 | 250          | 2008      | [ 43 ]        |
| Lituania        | Forze Armate Lituane | G36KA4 G36KV1         | _            | _         | [ 44 ]        |
| Malaysia        | Pasukan Khas Laut (PASKAL, Forza Antiterrorismo della Marina Malese)                                                                  | G36KE G36C            | _            | 2010      | [ 45 ]        |
| Malaysia        | Pasukan Gerakan Khas (Polizia Malese)                                                                                                 | G36C                  | _            | _         | [ 45 ]        |
| Messico         | Polizia Messicana | Serie G36             | _            | _         | [ 46 ]        |
| Montenegro      | Esercito del Montenegro | _                     | _            | _         | [ 47 ]        |
| Norvegia        | Marina Norvegese (Kystjegerkommandoen)                                                                                                | G36KV2                | _            | 2001–2007 | [ 41 ]        |
| Filippine       | Esercito Filippino | G36K                  | _            | _         | [ 48 ]        |
| Polonia         | Unità Antiterrorismo (BOA/SPAP) | _                     | _            | _         | [ 49 ]        |
| Portogallo      | Marina Portoghese | _                     | _            | _         | [ 41 ]        |
| Portogallo      | National Republican Guard (GNR) | _                     | 200          | _         | [ 50 ]        |
| Portogallo      | Grupo de Operações Especiais | _                     | _            | _         | [ 51 ]        |
| Romania         | Esercito Romeno (1º Reggimento) | G36K G36C             | _            | _         | [ 52 ]        |
| Arabia Saudita  | Esercito Saudita | G36C                  | _            | _         | [ 53 ]        |
| Serbia          | Brigata Speciale dell'Esercito Serbo                                                                                                  | G36C                  | _            | 2010      | [ 54 ]        |
| Spagna          | Esercito Spagnolo | G36E G36KE            | _            | _         | [ 41 ]        |
| Spagna          | Marina Spagnola | G36E G36KE            | _            | _         | [ 55 ]        |
| Spagna          | Unidad de Operaciones Especiales (Marina Spagnola)                                                                                    | G36E G36KE            | _            | _         | [ 56 ]        |
| Spagna          | Forza Aerea Spagnola | G36E G36KE            | _            | _         | [ 57 ]        |
| Svezia          | Task Force Nazionale | G36C                  | _            | _         | [ 58 ]        |
| Svezia          | Särskilda Operationsgruppen | G36K G36C             | _            | _         | [ 59 ]        |
| Timor Est       | Polizia Nazionale di Timor Est | G36K                  | _            | _         | [ 60 ]        |
| Regno Unito     | Bermuda Defence Regiment | G36C G36KV            |              | _         | [ 61 ] [ 62 ] |
| Regno Unito     | Polizia di Manchester | G36C                  | _            | _         | [ 63 ]        |
| Regno Unito     | Specialist Firearms Command Metropolitan Police Service                                                                               | G36C                  | _            | _         | [ 64 ]        |
| Regno Unito     | Polizia dell'Irlanda del Nord | G36K G36C             | _            | _         | [ 63 ]        |
| Regno Unito     | Civil Nuclear Constabulary | G36C                  | _            | _         | [ 65 ]        |
| Regno Unito     | S.A.S. | G36K G36C             | _            | _         | [ 66 ]        |
| Stati Uniti     | United States Capitol Police | _                     | _            | _         | [ 67 ]        |
| Stati Uniti     | Dipartimento di Polizia di Baltimora                                                                                                  | _                     | _            | _         | [ 68 ]        |

## Galleria d'immagini

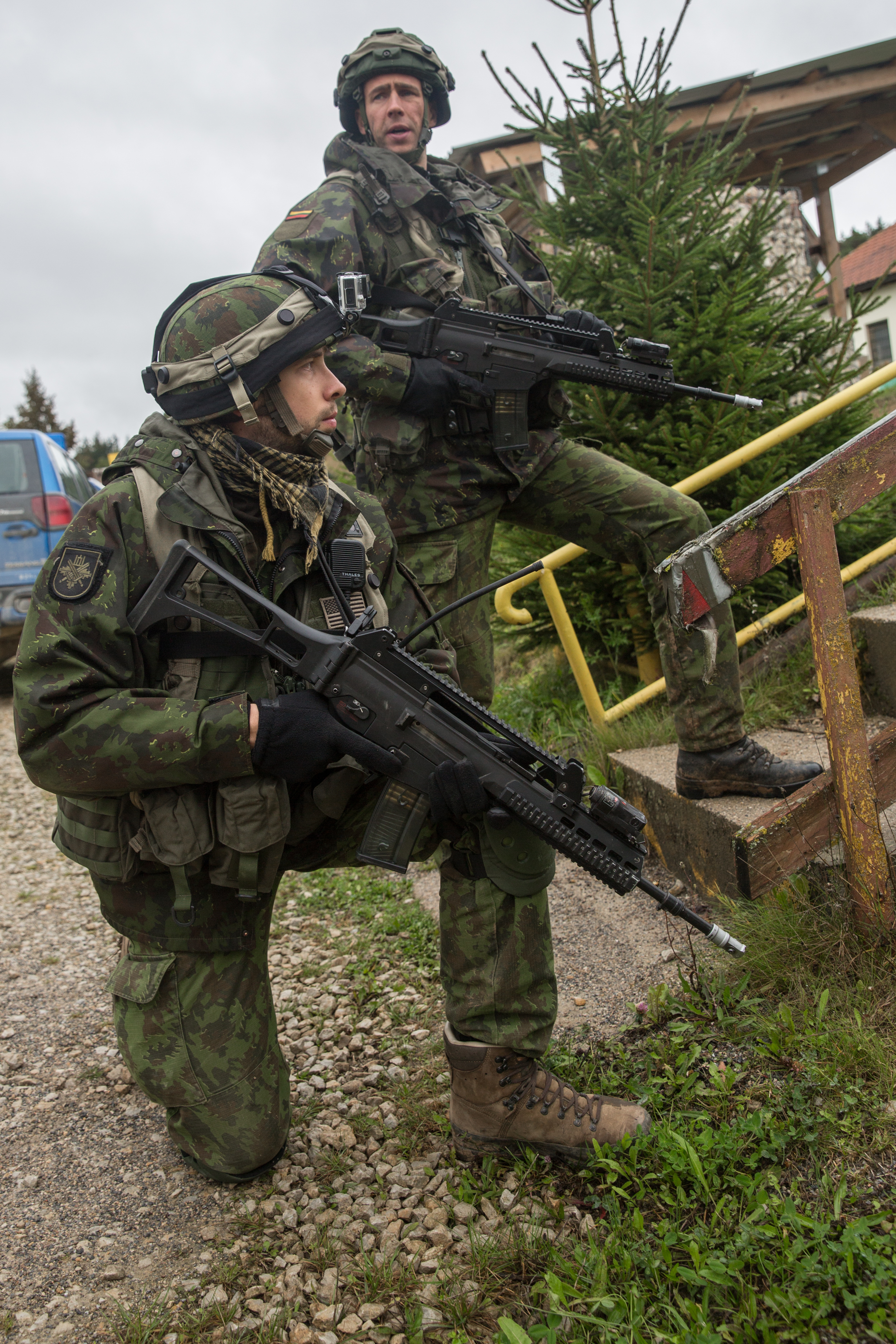
Due soldati lituani armati di G36KV.
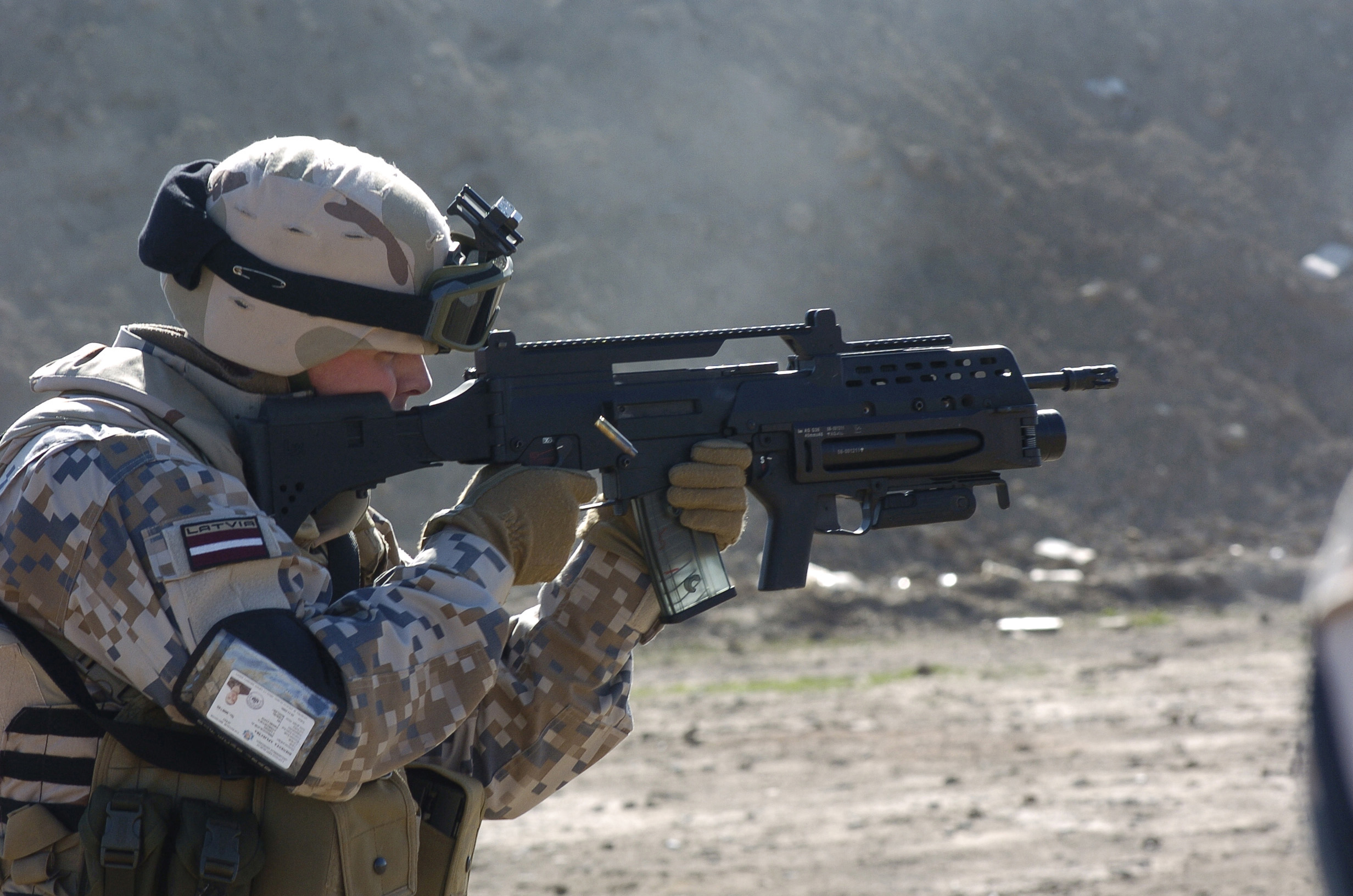
Soldato lettone armato di G36V/AG36.
Membro della Marina Spagnola armato di G36E
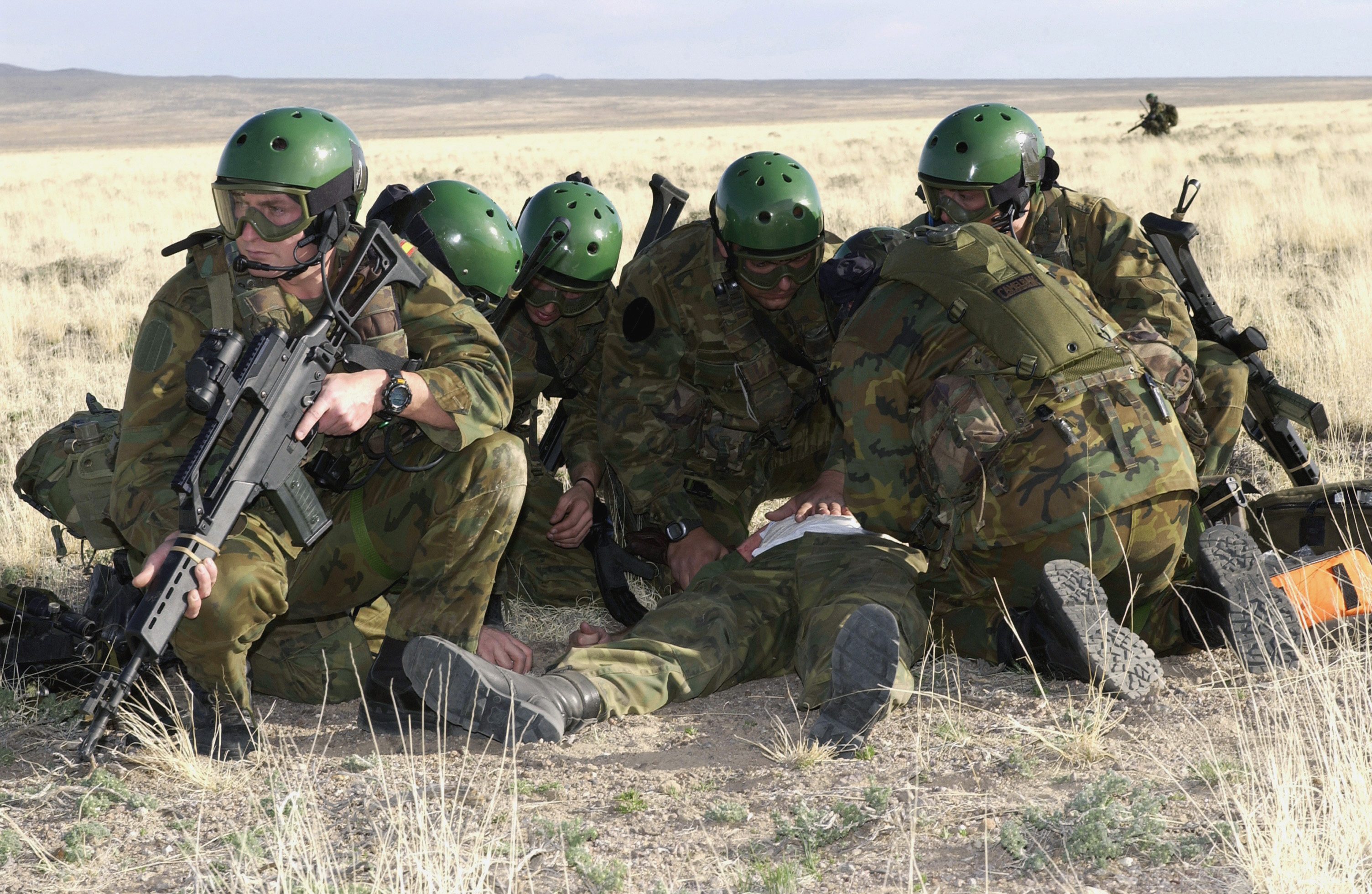
Operativi delle Forze Speciali Spagnole in addestramento.
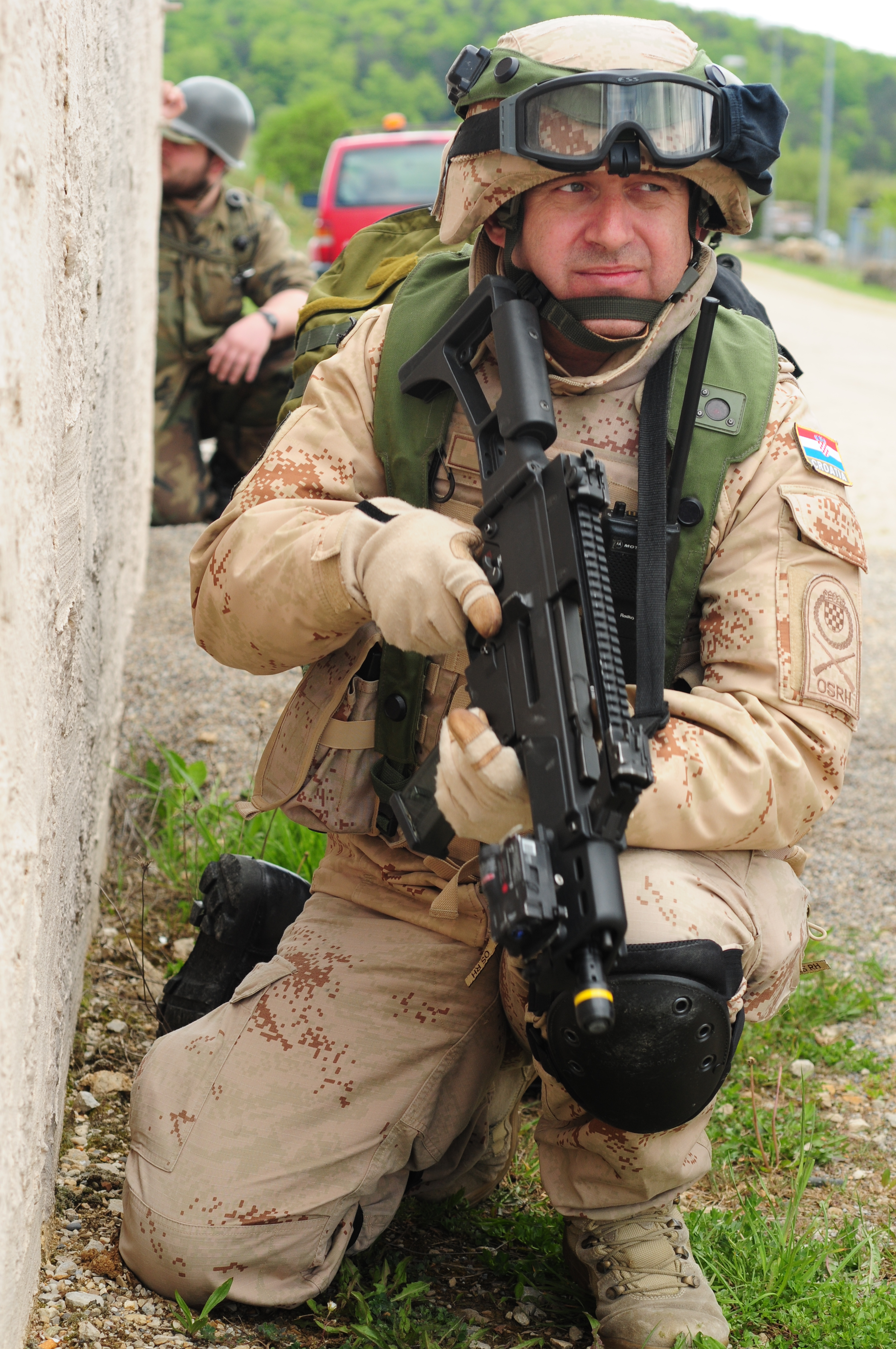
Un soldato croato armato di G36C.